# Sibbaldia pentaphylla
Sibbaldia pentaphylla är en rosväxtart som beskrevs av J. Krause. Sibbaldia pentaphylla ingår i släktet dvärgfingerörter, och familjen rosväxter. Inga underarter finns listade i Catalogue of Life.